# Lekianoba
Lekianoba (gruz. ლეკიანობა) je pojam koji opisuje niz oružanih napada, pljački i kampanja stanovnika Dagestana u Zakavkazje, posebno u istočnu Gruziju (Kahetiju, Kartliju) i sjeverni Azerbajdžan od 16. do početka 19. stoljeća.
Pojam Lekianoba potječe iz gruzijskog jezika, a izveden je iz starog zemljopisnog naziva Leki za Dagestan, dopunjenog atributnim sufiksom -anoba. U srednjem vijeku Leki je bio carstvo u kojem su uglavnom živjeli dagestanski Lakci, Lezgini i Darginci. Pored ovih naroda, bili su uključeni i Avari i neke manje etničke skupine Dagestana.
Napadi su započeli sporadično nakon raspada Kraljevine Gruzije. Dagestanci su iskoristili vojnu slabost brojnih zaraćenih kneževina sljednica u Gruziji i Azerbajdžanu. Nakon propasti perzijskog Safavidskog Carstva 1722. godine, koje je prethodno imalo suverenitet nad Azerbajdžanom i istočnom Gruzijom, napadi su poslali mnogo češći i sudjelovalo je više dagestanskih ratnika. Povremeno je nekoliko azerbejdžanskih kanata i gruzijskih kraljevina davalo danak dagestanskim prinčevima i plemenima kako bi bili pošteđeni Lekianobe ili puštali taoce. Tada je bila značajna i trgovina roboljem na cijelom Kavkazu i općenito u velikim dijelovima svijeta. Kneževska obitelj Migrelije, Dadiani, bila je posebno uključena u ovaj unosan posao; djelovali su kao posrednici i po ugovoru su mogli prodati do 15 000 dječaka godišnje Visokoj Porti; druge plemićke obitelji prodavale su kmetove seljake, mlade žene i ratne zarobljenike za robu i kako bi mogli platiti oružje.
Bilo je nekoliko uzroka za Lekianobu. S jedne su strane poslužili obogaćivanju manje imućnih i ratobornih planinskih ljudi Dagestana. S druge strane, posebno u kasnom razdoblju, Lezgini su osnivali nova sela po cijelom Azerbajdžanu, što se može smatrati pokazateljem da je Dagestan bio prenaseljen. Za razliku od ostatka Kavkaza, stanovnici istočnog i jugoistočnog dijela planinske regije Dagestan žive u relativno suhoj klimi i na slabo plodnim tlima, zbog čega poljoprivredom nisu mogli dobiti dovoljno hrane. Dugo su vrijeme taj nedostatak nadoknađivali opsežnijim stočarstvom, manufakturom (zlatarstvo i kovaštvo, kožarstvo i koža, keramika i glazura), trgovinom tim proizvodima, a sve do 19. stoljeća povremeno i "prihodom" od Lekianobe.